# Rownhams
Rownhams est un village anglais situé dans le Hampshire.